# 四不一无意
四不一无意是美国拜登政府对中华人民共和国的政治承诺。

## 内容
2021年11月16日，中共中央总书记、中华人民共和国主席习近平和美国总统乔·拜登视频会晤。在中方发布的新闻稿中，拜登提出“三不一无意”：
|  | 我愿明确重申，美方不寻求改变中国的体制，不寻求通过强化同盟关系反对中国，无意同中国发生冲突。美国政府致力于奉行长期一贯的一个中国政策，不支持“台独”，希望台海地区保持和平稳定。 |

2022年3月7日，中华人民共和国国务委员兼外交部长王毅将美方承诺总结为“四不一无意”：
|  | 我们注意到美方领导人和一些高官相继表示，美方不寻求“新冷战”，不寻求改变中国的体制，不寻求强化同盟关系反对中国，不支持“台独”，无意同中国发生冲突对抗。但令人遗憾的是，这“四不一无意”的表态始终飘浮在空中，迟迟没有落地。 |

2022年3月18日，拜登在与习近平视频通话时，确认了上述“四不一无意”，但美方新闻稿并未提及。
2022年11月14日，习近平与拜登在G20巴厘岛峰会期间会晤时，拜登进一步提出“五不四无意”：
|  | 美国尊重中国的体制，不寻求改变中国体制，不寻求“新冷战”，不寻求通过强化盟友关系反对中国，不支持“台湾独立”，也不支持“两个中国”“一中一台”，无意同中国发生冲突。美方也无意寻求同中国“脱钩”，无意阻挠中国经济发展，无意围堵中国。 |

美国国务卿安東尼·布林肯2023年和2024年两次访华，以及美国总统国家安全事务助理杰克·沙利文2024年8月访华会见习近平时均重申了上述“四不一无意”。